# Servant pompier
Servant pompier este o funcție în cadrul serviciului voluntar sau privat pentru situații de urgență. Servantul pompier face parte din personalul formațiilor de intervenție, salvare si prim ajutor, din cadrul serviciilor voluntare/private pentru situații de urgență.
Persoana poate fi angajată potrivit legii de către primar sau administratorul unității să se ocupe de intervenție în situații de urgență în localitate sau agent economic.

## Competențe
Competențele servantului pompier sunt definite pe baza standardului ocupațional COR 516104 acreditat CNFPA și avizat IGSU.
În Clasificarea ocupațiilor din România pentru servant pompier se impune nivelul de instruire 2, adică studii medii.
Activități pe care le desfășoară servantul pompier conform standardului ocupațional :
- Efectuarea activităților de pregătire pentru intervenție în situații de urgență
- Desfășurarea activităților premergătoare intervenției în situații de urgență
- Executarea intervenției în situații de urgență
- Întreținerea mijloacelor tehnice de intervenție din dotare[4].

Profesia de formator servant pompier este recunoscută de Ministerul Muncii, Familiei și Protecției Sociale si Ministerul Educației, Cercetării, Tineretului și Sportului prin codul COR (Clasificarea ocupațiilor din România) 541104.